# 16 mars 1981
Le lundi 16 mars 1981 est le 75e jour de l'année 1981.

## Naissances
- Christian Grasmann, coureur cycliste allemand
- Curtis Granderson, joueur de base-ball américain
- Danny Brown, rappeur américain
- Fabiana Murer, athlète brésilienne spécialiste du saut à la perche
- Grega Lang, sauteur à ski slovène
- Henry Medina, joueur de football guatémaltèque
- Issam Merdassi, joueur tunisien de football
- Iweta Rajlich, joueuse d'échecs polonaise
- Katie May (morte le 4 février 2016), mannequin et femme d'affaires américaine
- Kristy Giteau, joueur de rugby
- Lar Corbett, joueur de hurling irlandais
- Leonardo Monje, joueur de football chilien
- Ludovic Courtade, joueur français de rugby à XV
- Michael Wagner, sauteur à ski allemand
- Peter Pláteník, joueur tchèque de volley-ball
- Vincent Cerutti, animateur de radio et de télévision français

## Décès
- Adrien Faure (né le 18 janvier 1905), résistant français
- Bill Baucom (né le 5 mai 1910), acteur américain
- Henri Mazo (né le 20 avril 1898), personnalité politique française

## Événements
- Découverte de l'astéroïde (8633) Keisukenagao
- Sortie de Face Dances, album des Who